# 門司車站
門司車站（日语：〔〕／ Moji eki */?）是一位於日本福岡縣北九州市門司區中町、九州旅客鐵道（JR九州）的鐵路車站。門司車站是JR九州主幹線鹿兒島本線與山陽本線的交會車站，也是山陽本線的西邊終點車站。
門司車站基本上是一平面車站，但有2004年改築的站房設置於跨線天橋之上，其中檢票口也位於天橋上。
昭和時期連接日本本土與中國及韓國之各特別急行列車均以本站作為終點，例如第一、二列車（暱稱「富士」）。

## 車站結構
曾為島式月台4面8線，現時在海側的敷地縮小了1面（舊7、8號乘車場）廢止，餘下3面6線的地面車站。2004年（平成16年）完成3層高的跨站式站房。
此外，門司鐵路隧道九州一端的入口，亦位於站場範圍內。

### 月台配置
| 月台    | 路線       | 方向 | 目的地                                  | 備註             |
| ------- | ---------- | ---- | --------------------------------------- | ---------------- |
| 1       | 鹿兒島本線 | 下行 | 小倉、博多方向／日豐本線 行橋、中津方向 | 只限門司港開     |
| 2、3、4 | 鹿兒島本線 | 下行 | 小倉、博多方向／日豐本線 行橋、中津方向 | 包括下關開的列車 |
| 2、3、4 | 山陽本線   | 上行 | 下關方向                                | 此站折返         |
| 5、6    | 山陽本線   | 上行 | 下關方向                                | 小倉方向         |
| 5、6    | 鹿兒島本線 | 上行 | 門司港方向                              |                  |

## 历史
- 1891年4月1日：以九州鐵道（初代）大里車站的啟用。
- 1907年7月1日：九州鐵道被收歸國有。
- 1942年4月1日：改名為門司車站。
- 1942年7月1日：關門隧道正式開通並且成為山陽本線終點，同時直流電化。
- 1961年6月1日：隨著自門司港至久留米間的交流電化，構内交流電化除去院内内側線。
- 1987年4月1日：日本國鐵分割民營化，門司車站的營運轉由JR九州繼承。

## 使用狀況
作為連接本州及九州的在來線交匯處，加上作為北九州市中心區外圍的住宅區，使用人數十分多，2022年度本站在JR九州車站總排名中為第30。
根據JR九州和北九州市的數據，以下是近年1日平均乘車人次列表：
| 年度   | 1日平均 乘車人次 |
| ------ | ---------------- |
| 2000年 | 7,261            |
| 2001年 | 6,930            |
| 2002年 | 6,506            |
| 2003年 | 6,334            |
| 2004年 | 6,277            |
| 2005年 | 6,153            |
| 2006年 | 6,126            |
| 2007年 | 6,181            |
| 2008年 | 6,307            |
| 2009年 | 6,187            |
| 2010年 | 6,259            |
| 2011年 | 6,200            |
| 2012年 | 6,203            |
| 2013年 | 6,339            |
| 2014年 | 6,274            |
| 2015年 | 6,478            |
| 2016年 | 6,392            |
| 2017年 | 6,440            |
| 2018年 | 5,303            |
| 2019年 | 6,263            |
| 2020年 | 4,876            |
| 2021年 | 5,120            |
| 2022年 | 5,362            |

## 相鄰車站
九州旅客鐵道
鹿兒島本線
- 特急「火花」停車站

■快速、■區間快速、■普通
（貨）葛葉－小森江（JA30）－門司（JA29）－（貨）北九州貨物總站－（貨）東小倉－小倉（JA28）
山陽本線（此站－小倉站間是鹿兒島本線）
下關（JA53）－門司（JA52）－（貨）北九州貨物總站－（貨）東小倉－小倉（JA51）

## 外部連結
- （日語）門司車站（JR九州） （页面存档备份，存于）